# ラジごめII金曜日の王様
『ラジごめII 金曜日の王様』（ラジごめツー きんようびのおうさま）は、1991年4月6日（5日深夜）から1993年6月26日（25日深夜）まで中京テレビで放送されていたバラエティ番組である。全114回。放送時間は毎週土曜 1:05 - 2:45 （金曜深夜、日本標準時）。

## 概要
月曜深夜から金曜深夜の帯で放送されていた前番組『ラジオDEごめん』が、湾岸戦争の影響による省エネルギー対策の一環として終了するにあたり、嘉門達夫(現・嘉門タツオ)と原田さとみが担当していた金曜深夜放送分のみ存続することが決定。いくつかのリニューアル点を加え、新番組という形で再開された。前番組から引き続き、当時雲竜フレックスビル内にあった焼肉店・IMANAS亭フレックス店からの生放送。ただし、1992年6月以降はCLUB DIAMOND HALLから、1993年4月以降は蝦蟹市場クンポーフレックス店からの生放送を行っていた。
内容自体は基本的に『ラジオDEごめん』時代と同じで、視聴者から寄せられたネタハガキとFAXを中心に進行。他の多くのローカル番組がそうであるように、この番組も地元東海3県の企業各社からの生コマーシャルを内包していた。また、番組内でアダルトビデオのワンシーンを放送するなど、現在の地上波放送では不可能な事も行っていた。
視聴率の獲得と維持のため、番組は毎回著名なミュージシャンや注目株のミュージシャン、AV女優などをゲストに招き入れており、出演者方面に限って言えば非常に充実していた。しかし、制作費に関してはローカル深夜番組としても群を抜く低予算ぶりであり、使用できるテレビカメラは1台、告知用のフリップも殆どがマジックインキなどによる手書きで、しかも過去に使ったフリップの裏面を使い回すという有様だった。同じく視聴率の獲得と維持のため、中日新聞テレビ欄に掲載する番組サブタイトルに毎回いやらしいシーンが期待できそうなキーワードや最終回を匂わすキーワードなどを載せておき、実際の放送では肩すかしという手段もよく用いていた。
なお、この番組にネタを投稿していたハガキ職人たちは、
- 伊集院光のOh!デカナイト
- KAMON・SAIKOの爆裂スーパーファンタジー
- コサキン快傑アドレナリン
- ジャンプ放送局（『週刊少年ジャンプ』巻末掲載）
- ジャンポスト（『週刊少年ジャンプ』巻末掲載）
- つボイノリオの聞けば聞くほど

- 戸井康成の生ラヂオ
- 林原めぐみのHeartful Station
- ピモピモ広場（『週刊少年マガジン』巻末掲載）
- ファミコン必勝本
- ボールパーク共和国（『週刊ベースボール』巻末掲載）
- もぎたてのカボチャたち

などの他の投稿媒体でも活躍していた者も多い。

## 出演者

### パーソナリティ
嘉門達夫
『ラジオDEごめん』時代から看板出演者を務めてきたコミックシンガー。各投稿コーナーに寄せられた視聴者からのハガキを読んでギター片手に歌う、そのハガキを評価して返送する投稿特典を選ぶ、ゲストとのトークでわざとボケてみて場を盛り上げるなど、メインパーソナリティとしての役割を担っていた。嘉門定番のセリフ「へてからにー」「はよ止めて」「ハタチで結婚、ということは…ヤンキーですか？」はこの番組でも健在。また、「ハンベレケレ共和国カッチュ大統領」「画家のミケさん」「正解小僧」「扇風機の前で声を出す人」といったさまざまなボケキャラクターを演じることもあったが、アシスタントが天然ボケであるこの番組においてはツッコミが基本だった。
原田さとみ
『ラジオDEごめん』時代から嘉門のアシスタントを務めてきた名古屋のモデル兼タレント。番組からの告知を行う、「魚屋のおっさん'90」のコーナーで木魚を叩く、歌のコーナーに送られてきたネタを嘉門が歌い上げるその横でネタの使用曲名を書き留めていくなど、嘉門の補佐全般をするのが彼女の本来の役割であったが、言葉の誤用・誤読が非常に多く、その点を嘉門たちからネタにされたりと常に格好のいじられ役だった。アクアフォレスト鈴鹿からの生放送が行われた回では水着ポロリのアクシデントを起こし、さらには番組イベントで偶然撮られたパンチラ写真や、原田の顔写真を顔部分だけ大きく用いたイラスト入りの折込チラシが番組に送られるなど、さまざまなネタを（本人の意思に関係なく）提供し続けた。
神浩司
中京テレビのアナウンサーで、この番組には1992年3月まで出演。番組からの告知や東海3県の企業各社からの告知を主に担当していた。目の粗いセーターを着ていることが多く、その事をよく嘉門からツッコまれていた。また、番組の企画「ハムさんの競馬一点予想」ではいつも罰ゲームを被っていた。番組の放送期間中、あるハガキ職人が出演者それぞれの名前を彫った自作の木製ネームプレートを進呈したことがあったが、神に送られてきた物には「神助平」と彫られていた。
大藤晋司
中京テレビ入社2年目の若手アナウンサーで、神の後を引き継いで告知関連の業務を担当していた。また、「隠された秘宝 チョモランマ最後の聖戦」などでの実況業務も担当していた。ハガキ職人から進呈されたネームプレートは「大アナ」。告知中になぜか笑ってしまうことが多く、その事をよく原田からツッコまれていた。番組が実施した企画の罰ゲームにより、白塗り・お歯黒姿のビッツラメイクで登場させられ、その格好のまま番組からの告知を行ったこともある。

### アルバイトスタッフ
矢部
『ラジオDEごめん』時代からいた古株のアルバイトで、1992年3月末まで在籍していた。同年2月15日（14日深夜）放送分での原田の発言によると、カメラの視野外では嘉門とゲストに出すお茶をよくこぼしていたらしい。番組放送開始当初はカメラに映ることが多く、そのたびに嘉門から「お前は矢部やないかい！」とツッコまれていた。
美術大臣藤井
小道具の制作を主に担当していたアルバイト。エンディングのスタッフロールではADとしてクレジットされていたが、フリップに書かれていた内容や嘉門の発言などから本当はアルバイトの1人だったことが判明している。この番組の構成を担当した小林仁の話によると、小道具の制作のほかにBGMの選曲も担当していたという。
近藤
「PacoPacoスイッチングゲーム」でのワイプ切り替えなどを主に担当していたアルバイトで、1991年6月から1992年2月まで在籍していた。ボサボサ頭のままで仕事に来ていたりとあまり格好に気を遣うタイプではないらしく、その事で嘉門たちからよくいじられていた。最後に登場した回では、エンディングで彼の断髪式が執り行われた。
明石くん
嘉門が評価し終わって自分の方へ投げたハガキと景品をせっせとまとめる役を主に担当していたアルバイト。番組が終了し、後継番組『ラジごめIIIホンジャマカ共和国』へと移行した後も在籍し続けていた。放送200回記念（『ラジオDEごめん』時代を含む）の回では、ゲストで訪れたT-BACKSとSM女王様に鞭で尻を叩かれていた。
メキシカンカマクラ
当時南山大学空手道部に所属していた学生アルバイト。番組の企画でネタにされることが多く、その際には必ず黄色い仮面を頭に被って登場していた。このアルバイトをサボってでも観戦しに行くほどプロレスが好きで、1993年3月6日（5日深夜）放送分ではプロレスラーのウルトラマンロビンと針の糸通し対決や大根のかつら剥き対決などを繰り広げた。

### その他の主な出演者
ハムさん
コックスプロジェクトのスタッフが番組の企画用に飼育していたハムスターで、「アッハ〜ンウッフ〜ン愛の吐息選手権」のコーナーや「STREET HAMSTER II」のコーナーなどでルーレット代わりに使われていた。つがいで飼われていたらしく、1991年12月7日（6日深夜）放送分では飼育者宅で子供が産まれて数が増えていたことが明かされた。なお、番組放送開始当初は「ゲンゴロウのゲンさん」というのもいたが、こちらは同年の夏以降は登場していない。
ぴっつあん2号
午前2時になるとピザを片手に登場し、そのピザを嘉門たちに差し出して去っていく小太りなヒーロー。その正体は、番組スポンサーのアオキーズ・ピザ某支店で店長を務めていた人物である。全くの素人出演者で、スタッフからあらかじめ与えられていた台詞は棒読みの上に噛みまくり。スタジオがIMANAS亭からダイアモンドホールへ移転するまでの間出演し続けたが、その演技は最後まで上達することは無かった。
Dr.平田
視聴者からの心と体の悩み相談に乗るコーナー「Dr.平田&チクワ犬の美しさの泉」に毎回出演し、原田とともに同コーナーの進行役を務めていた美容外科国際クリニック（現・名古屋美容外科）の院長。本名は平田修人であるが、番組出演時にはこの名を用いていた。彼の司会進行能力が徐々に上がっていくのを毎回カメラの視野外から見ていた嘉門は、「平田センセもだんだんとフリートークの味を占めだしまして」などと評していた。
鈴木彩子
当時嘉門と同じく代官山プロダクションに所属していたシンガーソングライターで、たびたびこの番組にゲスト出演していた。野原しんのすけ口調の話し方が特徴。レギュラー陣の中では特に原田と馬が合うらしく、番組にゲストで来られない間も原田宛てに近況報告FAXを出していた。1992年10月からは番組内で、彼女の楽曲のプロモーションを兼ねた投稿コーナー「私の約束」が行われていた。
風呂哲
当時嘉門の付き人をしていたシンガーソングライター志望の青年で、スタジオがダイアモンドホールへ移転してから時折登場するようになった。朴訥な感じの青年で、普段はあまり目立った活躍は無かったものの、1993年2月最終週からは毎回エンディングに登場し、4週にわたって自作のオリジナルフォークソングを披露していた。原田からは「フロッピー」と呼ばれていた。
石岡美紀
原田がスタッフに騙されて名古屋市南区の名古屋市総合体育館レインボーホールに行ってしまった回のゲスト。原田不在の中、石岡は嘉門とともに大いに盛り上がり、また、その翌週に届いた視聴者からの反響ハガキも石岡に対して好意的な内容のものばかりだったため、それを知った原田がやっかむ場面も見られた。さらにはその2週後から行われた「2代目王国アシスタント選挙」でも新アシスタント候補の1人として挙がり、危うく原田はその座を追われそうになった。
石野卓球、ピエール瀧（電気グルーヴ）
たびたびこの番組に出演していたミュージシャン。当初はゲストで出演していたが、その後、前述の「2代目王国アシスタント選挙」にエントリーし、原田を差し置いて堂々の第1位を獲得した。そして1992年12月19日（18日深夜）放送分では当日不在だった嘉門の代わりに番組に呼ばれ、一夜限りのパーソナリティを務めた。その日、石野とピエールは好き勝手に番組を進行させ、原田は彼ら2人から徹底的にいじめ抜かれた。さらには電気グルーヴに50エーネンを没収された投稿者までも出るという始末だったが、翌週の放送ではなぜか原田は彼ら2人に感謝の意を示すコメントを述べていた。なお、当時電気グルーヴのメンバーだったまりんは、ゲスト出演の回では石野らとともに出演していたが、このパーソナリティ回においては全く姿を見せなかった。
たかし
番組生放送の終了後に出演者・スタッフ全員で打ち上げをする飲み屋「遊楽亭」に必ず来て待っているという謎の人物。この番組も手掛けていた中京テレビの名物プロデューサー・苅谷隆司が他の部署へ異動し、番組制作の現場から去っていったあたりより、嘉門と原田の雑談の中でやたらその名前が出てくるようになった。しかし、名字が語られたことは無く、また、本人が直接番組に顔を出したことも無い。そのため、それがどんな人物だったのかは最後まで判明しなかった。なお、ラジごめ制作陣の毎回の打ち上げは、遊楽亭のほかに「本陣」「一休寿司」「夜茶場」といった他の深夜営業の店でも行われていた模様。

## スタッフ
- 協力：IMANAS亭 → クラブダイアモンドホール → 蝦蟹市場クンポーフレックス店
- 衣装協力：HARRY'S、NON-BIJOU、HAAS、TAKEZO for men、ARJ、PASHU、366日の店、せらぁむ
- 構成：すずまさ、小林仁、喰始
- テーマ曲：スペクトラム
- ジングル：河原龍夫
- ヘア・メイク：津田隆司
- スタイリスト：山田智子
- カメラ：藤原茂則 → 竹本昌之 → 鹿田智樹
- オーディオ：岡野憲右（ウエルカム）、大山幸秀（ウエルカム）
- アシスタントディレクター：新井宏実、藤井洋一
- ディレクター：宇野祐司
- プロデューサー：苅谷隆司（中京テレビ）、小栗弘（中京テレビ）、天野正治（コックスプロジェクト） → 瀬古隆司（中京テレビ）、遠藤雅充（中京テレビ）、青木繁治（中京テレビ）、安部田公彦（中京テレビ）天野正治（コックスプロジェクト）
- 制作：逆瀬川治彦 → 澤田健邦
- 制作協力：コックスプロジェクト
- 制作著作：中京テレビ

## 主な放送内容

### 王様のお告げ

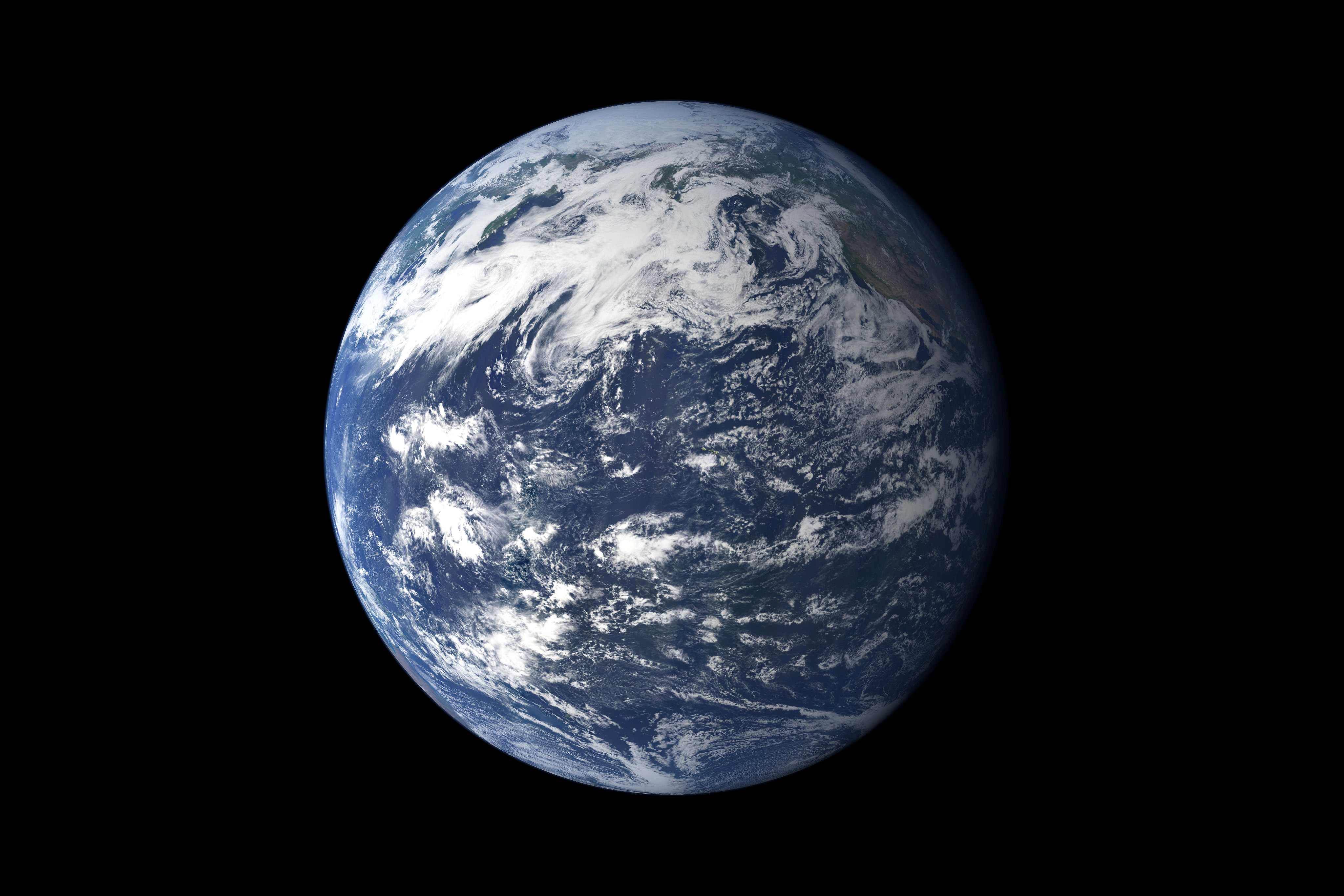
「2004年宇宙へのメッセージ」のジングル映像に使われていた地球（実際の映像はCG）

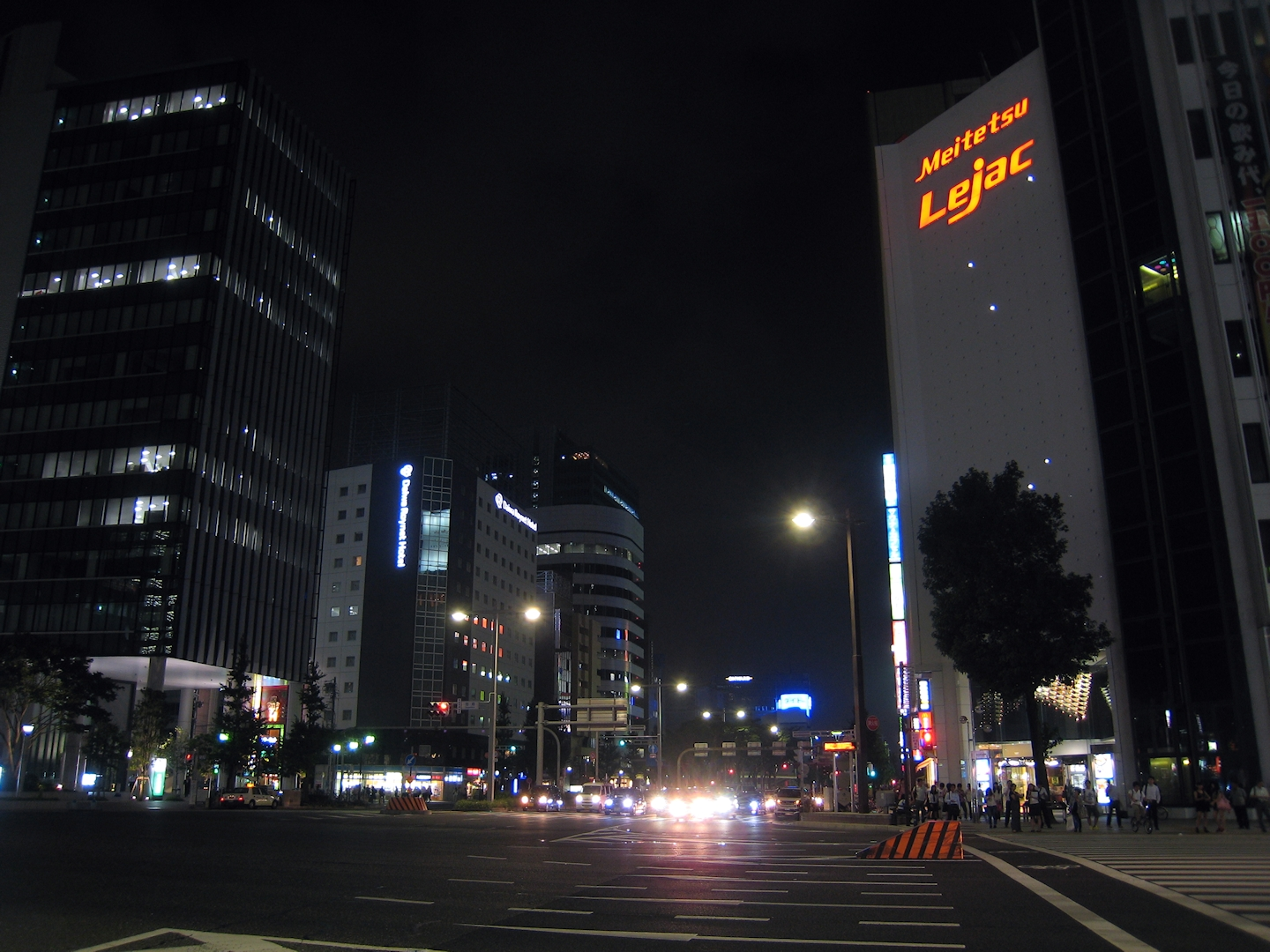
サナミグループ各店紹介VTRの映像に使われていた笹島の夜景

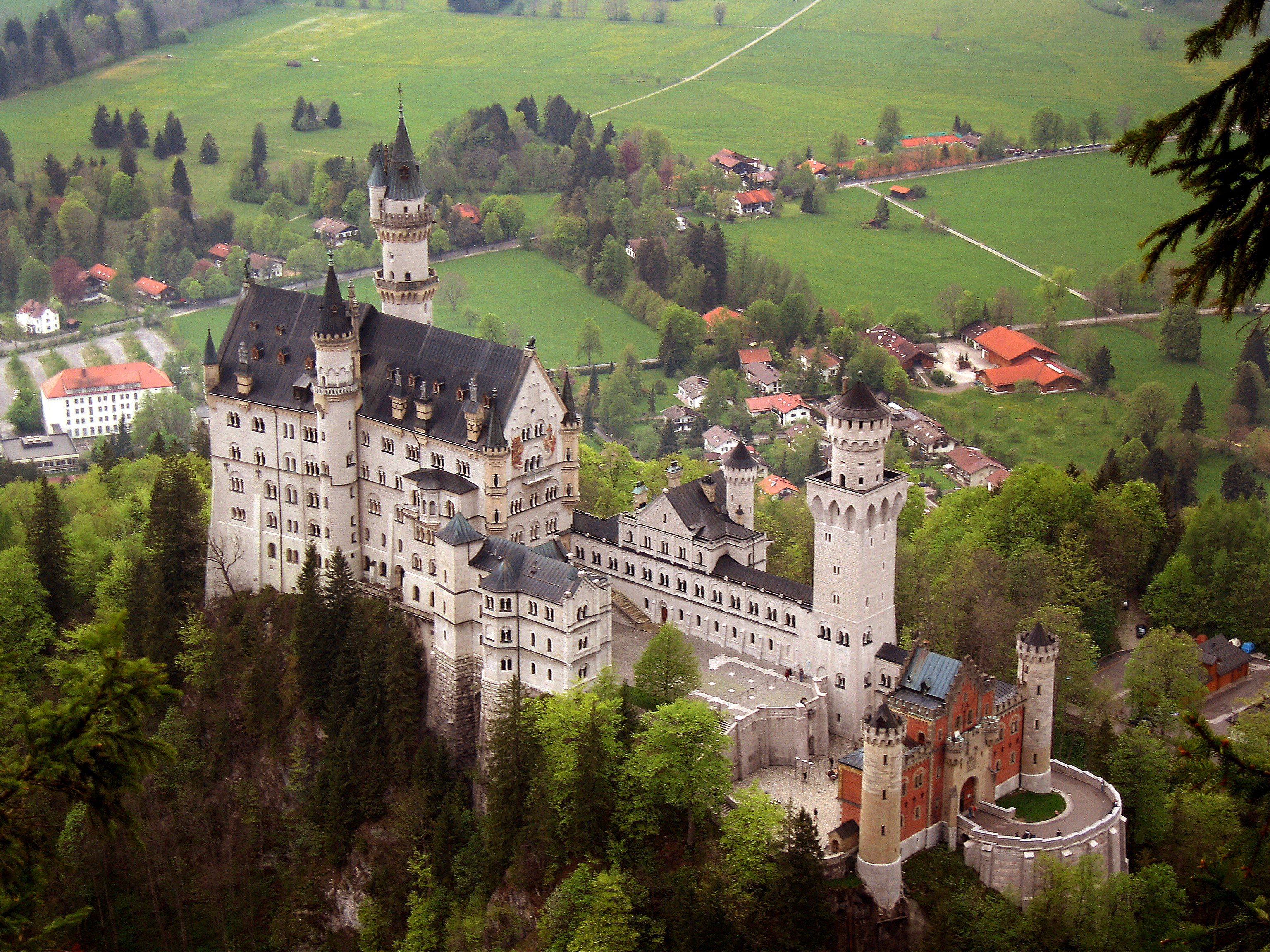
「隠された秘宝 チョモランマ最後の聖戦」のジングル映像に使われていたノイシュヴァンシュタイン城

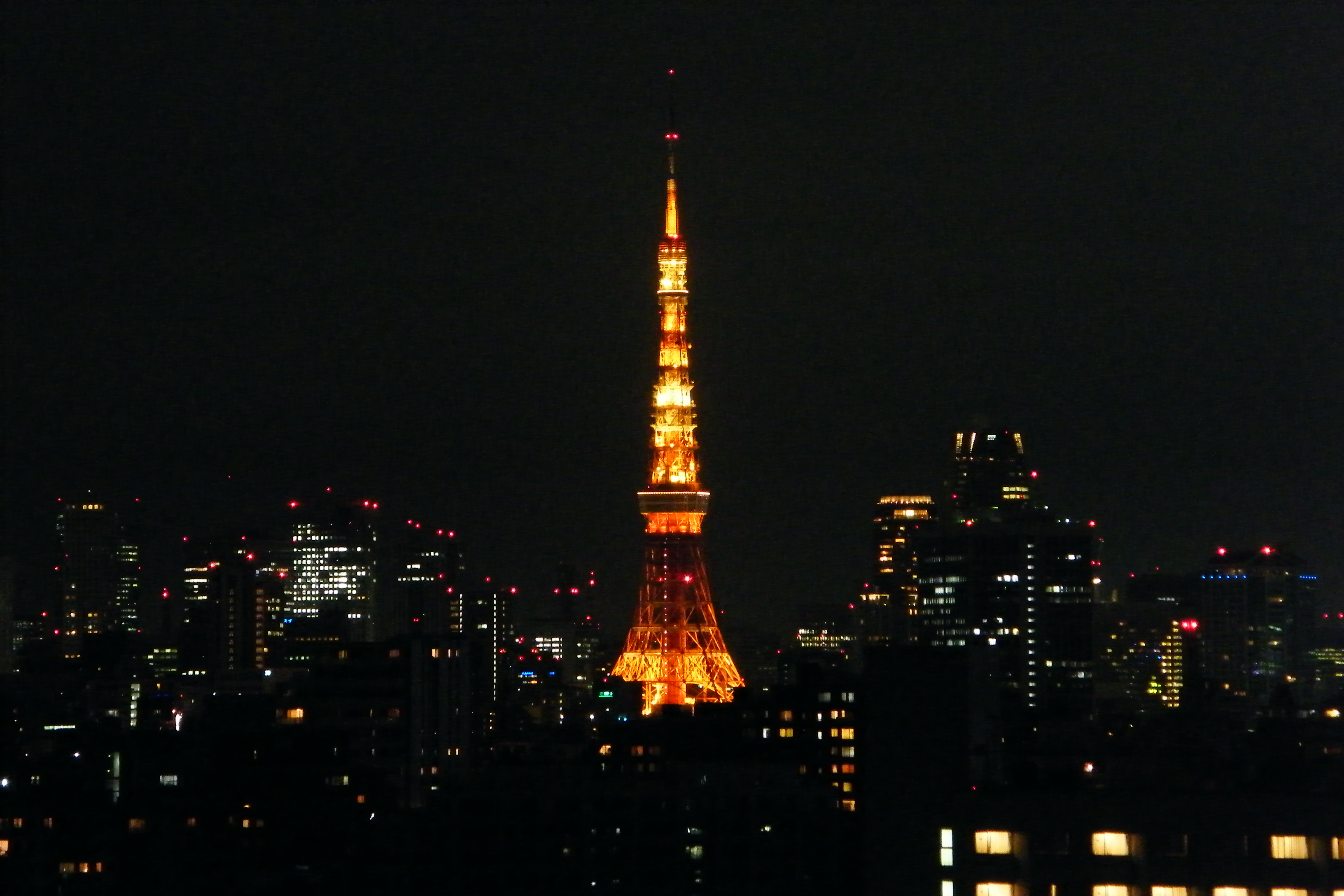
「哀歌（エレジー）」のジングル映像に使われていた夜の東京タワー

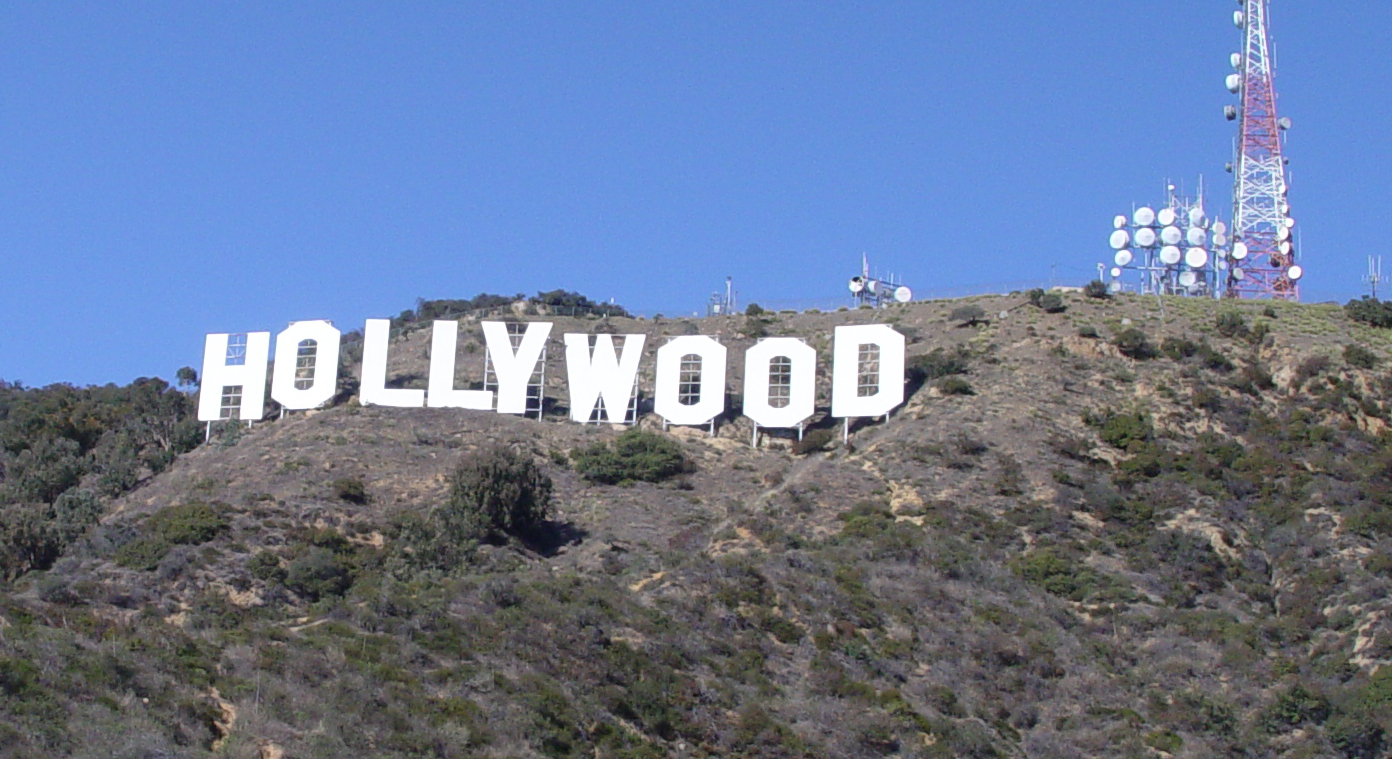
「ビデオの王様」のジングル映像に使われていたハリウッドサイン

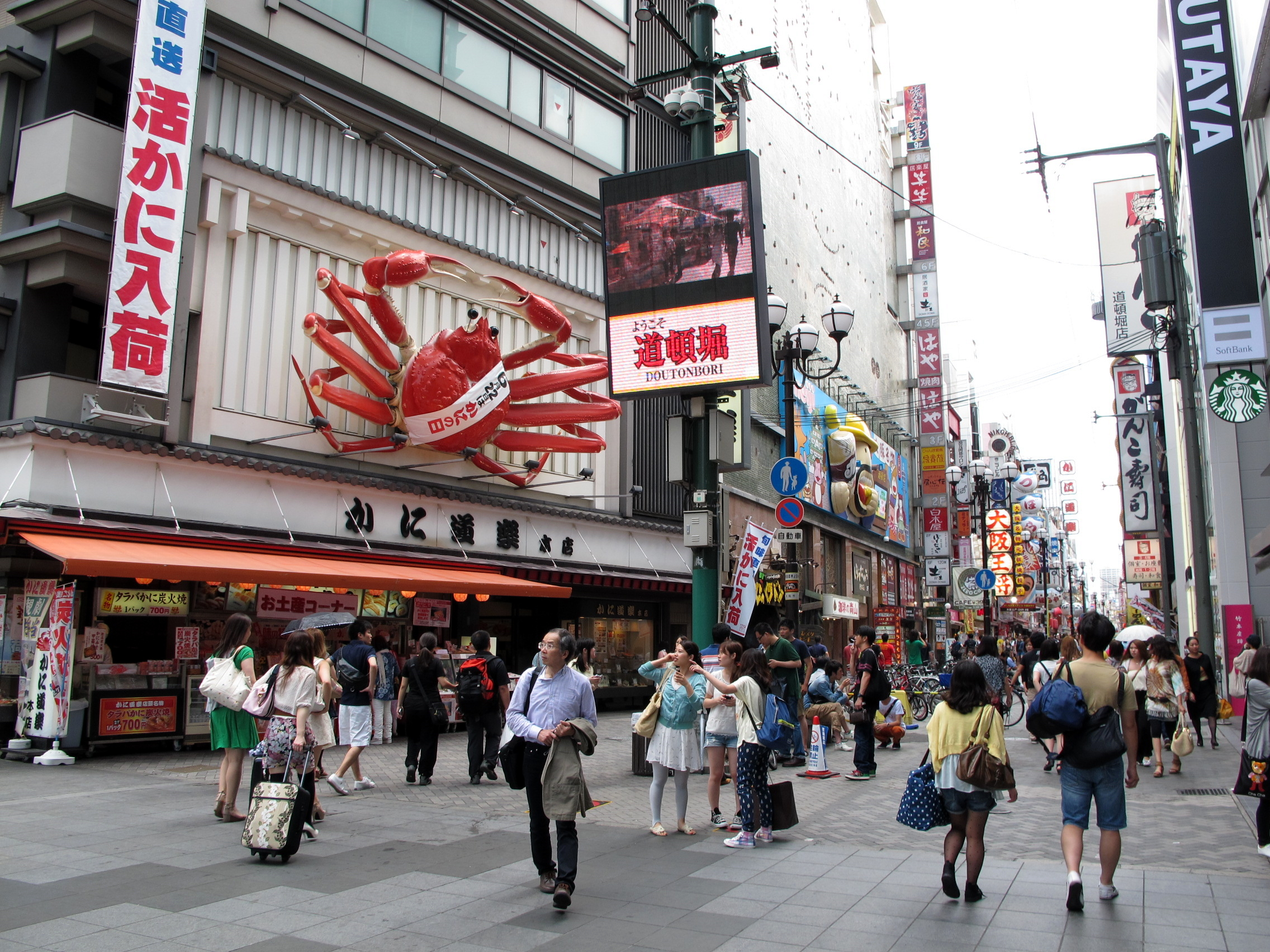
「商店街の道案内」のジングル映像に使われていたかに道楽道頓堀本店前

番組開始前の時間帯に放送されていた1分間の関連ミニ番組で、毎回原田と神（1992年4月以降は原田と大藤）が番組本編で実施する企画の内容を簡単に説明していた。そして、同じくミニ番組の『きょうの天気』が放送された後に番組本編がスタートするというのが主な流れだった。
このミニ番組は1993年3月27日（26日深夜）放送分をもって終了し、以来同時間帯では『シネマUSA』という番組本編とは何の関係も無いミニ番組が放送されるようになったが、その代わりに番組の冒頭で嘉門と原田による30秒間のミニトークコーナーを実施するようになった。この形式は、その3か月後にスタートした後継番組『ラジごめIIIホンジャマカ共和国』に引き継がれた。

### オープニングトーク・フリートーク
オープニングアニメーションが流れた直後の第1ロールや、各コーナーの合間合間に行われていた出演者同士の雑談。嘉門と原田それぞれの近況報告や、嘉門が東海3県各地で行うライブイベントの宣伝が多くを占めていた。
オープニングトーク中に、下記「お気楽ショートソング」のコーナーから派生した投稿コーナー「歳時記ソング」を実施していた時期もある。

### 替え歌のコーナー
この番組には、嘉門が前番組『ラジオDEごめん』や関西のラジオ番組『MBSヤングタウン』の頃から行っていた定番のコーナーも含めて数多くの投稿コーナーが存在していた。
このカテゴリでは、一般的な概念で言う替え歌を投稿する「お気楽ショートソング」や、歌詞を並べ替えたり途中を飛ばしたり全く別の歌と融合させたりするタイプの替え歌を投稿する「唄のワンダーランド」（後の「クルクル唄が七変化」）、テンプレートのショートコントに歌を絡めたネタを投稿する「ピカピカ唄で思い出す」（後の「ジャンジャン唄で思い出す」）の3種を中心に展開された。

### 文章ネタのコーナー
このカテゴリも嘉門が他の番組で行っていた定番のコーナーが半数以上を占めていたが、「おじいちゃんの一言」のようにこの番組で初めて行われて以後の嘉門達夫担当番組群へと受け継がれていったコーナーもいくつか存在する。
文章ネタのコーナーはあまりに数が多すぎるので全てをここには記載しないが、「しぇんしぇーの癖」「そこまで言わんかて」「問題集なんじゃらホイ」「修学旅行に必ずおるでこんな奴！」のように日常生活のあるあるネタを指摘することで笑いを取るコーナー、「この中にひとり」「あったら怖い」「あの人にこんな仕事」「文系・理系・体育会系」のように特殊な状況を仮定した上でのネタを投稿するコーナー、「○○やと思たら（おもたら）▽▽やった」「Hotta IMO Izinna!」「珍々解釈珍解釈」「商店街の結婚式」のように言葉遊びネタを投稿するコーナーの3種を中心に展開された。
また、「それがどないしてん」「哀歌（エレジー）」のように嘉門がギターを弾きながらネタを次々と読み上げていくコーナーや、「けったいなペンネーム」のような投稿初心者向けのコーナー、今後の発展性が見込めないと嘉門から判断されたためにわずか1週で廃止されてしまった「グミのコーナー」のような珍コーナーも存在した。

### 映像を活用したコーナー
一方で、テレビ番組ならではの映像を活用したコーナーも行われていた。同カテゴリに属するコーナーに、視聴者が新聞や週刊誌からの切り抜き写真におかしな解説文を付けて送ってきた物を紹介する「びっくり超現象!!」や、視聴者から出されたお題を嘉門あるいは原田がイメージを膨らませながら実演する「ポーズで言うと」などがあった。
また、毎回のCM明けの直後には、視聴者から寄せられたイラスト入りのハガキや他の視聴者への伝言が書かれたハガキを10秒間カメラに映すミニコーナーを設けていた。このコーナーの正式名称は不明であるが、「Qショットイラスト」あるいは「Qハガキ」などと呼ばれることが多かったため、便宜上以下同コーナーについては「Qショットイラストコーナー」と記す。

### 視聴者電話参加型コーナー
視聴者が電話を使って番組のミニゲームに参加するコーナーで、見事ゲームをクリアすると現金もしくは海外旅行権がプレゼントされた。同カテゴリに属するコーナーに、「PacoPacoスイッチングゲーム」「アッハ〜ンウッフ〜ン愛の吐息選手権」「対決！SE人間」などがあった。
いずれも前節の各コーナーと同様に、映像を活用したものが多かった。中でも「PacoPacoスイッチングゲーム」と「アッハ〜ンウッフ〜ン愛の吐息選手権」は、アダルトビデオの紹介コーナーでないのにもかかわらず映像素材にアダルトビデオのワンシーンが多用されていた。

### 生コマーシャルのコーナー
この番組は、東海3県の企業各社やゲスト出演者たちの広告塔としても機能していた。企業各社からの告知を担当したのは原田と神で（1992年4月以降は原田と大藤）、彼らは東海3県各地で行われるイベントや発売予定の新商品などをフリップを使いながら紹介していた。神（および大藤）は、最新作の映画レンタルビデオを紹介する「THE VIDEO STATION」（後の「ビデオの王様」）も担当していた。
一方、嘉門はその日のゲストとトークをしながら、彼らの新曲CDや出演イベントなどを宣伝告知する役割を担っていた。また、毎回「VIN DE VOIR」や「Drinking Club MOON」などのサナミグループ各店で使える10,000円相当の招待券が当たる視聴者プレゼントクイズコーナー「2003年21世紀へのメッセージ」（後の「2004年宇宙へのメッセージ」「2005年宇宙へのメッセージ」）も担当していた。

### 単発企画・短期集中型企画
その回限りのネタ企画や短期集中型のネタ企画などもよく行われていた。
その回限りのものは、「トランプマン原田のマジックショー」のように原田やスタッフをネタにした企画や、「ヌルヌルくわえてウッフンゲーム」のようにゲストで訪れたAV女優を使って行う下品な企画など、番組出演者をネタにしたものが多かった。
短期集中型のものは、次週放送日当日の新聞テレビ欄に掲載する番組サブタイトルを視聴者から募集する企画や、「木のハガキを割るコーナー」「王国のアイディア」のように視聴者から貢ぎ物として送られてきた変な物を紹介する企画、「エーネンショッピング」「エーネンジャンボ宝くじ」のように番組の投稿特典であるエーネンを活用した企画など、どちらかと言えばコアな視聴者（≒ハガキ職人）向けのものが多かった。

### エンディングトーク
エンディングでは毎回、次週に実施する企画の内容ならびにその募集要項の発表、次週番組に訪れるゲストの発表、当日番組に訪れていたゲストからの最後の宣伝告知などが行われていた。また、番組ラストのオチとして、出演者・スタッフ全員で原田に意地悪をするネタ企画を行うこともあった。エンディングテロップのラストには、番組のマスコットキャラクター・王様が毎回「今から帰るからネ」というセリフのみを白線テロップで言い続ける「今週の格言」を表示していた。
なお、中提供クレジットが表示された後の第6ロール以降は、番組スポンサーが各社ともに関与しないパーティシペーション枠として扱われていたため、エンディングトーク中にも番組の終了後にも提供クレジットは表示されなかった。

## 投稿システムの概要と投稿特典
番組に投稿したハガキあるいはFAXが読まれると、番組のオリジナル通貨「エーネン」と嘉門の定位置の後ろに吊ってある「グッズ類」が投稿者の下へ郵送された。ウケればウケただけ、1枚のハガキで得られるエーネンとグッズ類が多くなるという単純明快なシステムだったが、スタジオ内にいる者全員のウケ方と嘉門が下す評価に関して絶対的なガイドラインがあるわけではなく、その場の空気や流れに委ねられるところが大きかった。

### エーネン
エーネンとは紙幣を模した形状の印刷物で、番組に関連するさまざまな場で使用できた。1エーネン、2エーネンというようにエーネン単位で数える。
バージョンは、『ラジオDEごめん』時代に発行されていた手書きイラストバージョン（挿絵：快獣ブースカ、色：クリーム色）と後にそれをリファインしたバージョン（挿絵：快獣ブースカ、色：ホワイト）、そしてこの『金曜日の王様』時代に発行されていたバージョン（挿絵：王様、色：アイスグリーン）の3種類が存在する。さらに同じバージョン同士でも、時期によって印刷インクの色が異なるという違いがあった。
以下に、エーネンの用途とその使用効果を記す。

#### 1. 番組内での使用
希望次第で常時交換可能な番組グッズとの引き換えに要する代価、および出演者・スタッフの持ち物の処分市「エーネンショッピング」や「エーネン棚攫いオークション」などでの希望品の引き換えに要する代価としての役割。
本物の金銭を使ってのやり取りは禁じられていたため、この企画に参加できるのはエーネン所持者のみに限られた。

#### 2. エーネン加盟店での使用
当時愛知県・岐阜県・三重県下に点在していた「エーネン加盟店」で、サービスを受けた際に支払う代価としての役割。この加盟店制度に賛同加盟している店であれば、投稿特典であるエーネンを一般の金銭と同じように使うことができた。例えば1エーネンでコーヒー、3エーネンでランチ、果ては200エーネンで車検など、店側が提示する額のエーネンを手渡せばこれで実際に支払いができてしまうというユニークなシステムだった。店側としても広告料無しで番組に店の宣伝をしてもらえる、ネタ投稿で労せずにエーネンを獲得できるというメリットがあった。
この制度への加盟は、店の経営者もしくはその家族であれば誰でも自由にできた。加盟店には加盟店証明ステッカーと加盟店認定書が発行され、FAXサービス「エーネン加盟店MAP」のリストに店の所在地と地図が追加された。エーネン加盟店は最終的に40店舗以上存在するようになり、同じ町内の同じ区画内にある飲食店と理髪店がともにエーネン加盟店だったという例までもあった。

#### 3. 常連称号獲得の代価
ハガキ職人としての名誉である「位」を得る際にもこのエーネンが必要となった。
規定数のエーネンを集め、自身の顔写真1枚を添えて番組へ返送すると、投稿者がその時点で該当する位が刻印された「印鑑」（ゴム印）と、この番組のハガキ職人であることを示す「嘉門王国国民乃証」（投稿者の顔写真を封入したラミネートカード）の2点が配布された。印鑑はネタハガキへの押印に使われるケースが多く、特にハガキの文面が直接カメラに映される「Qショットイラストコーナー」においては、これが押印されたハガキが多数見受けられた。昇格するごとに、それぞれの位に応じた印鑑と嘉門王国国民乃証が配布された。
下記リストは、番組が規定していた位とその獲得資格の一覧である。
| 1992年8月まで | 1992年8月まで                                  |
| ------------- | ---------------------------------------------- |
| 平民          | 獲得エーネンが5エーネンに満たない投稿者        |
| JACK          | 代価5エーネン                                  |
| QUEEN         | JACK獲得 + 代価10エーネン                      |
| KING          | QUEEN獲得 + 代価20エーネン                     |
| ROYAL KING    | 番組サイドの選考によってKINGの中から数名が選出 |

| 1992年9月以降 | 1992年9月以降                                  |
| ------------- | ---------------------------------------------- |
| 平民          | 獲得エーネンが10エーネンに満たない投稿者       |
| JACK          | 代価10エーネン                                 |
| QUEEN         | JACK獲得 + 代価20エーネン                      |
| KING          | QUEEN獲得 + 代価40エーネン                     |
| ROYAL KING    | 番組サイドの選考によってKINGの中から数名が選出 |

なお、位持ちのハガキ職人には、番組生放送中のスタジオに見学参加できるなどのさまざまな特権が与えられた。1993年3月27日（26日深夜）放送分ではKING以上の位を持つハガキ職人たちが揃って番組に訪れ、あたかも最終回であるかのように見せるエンディングの小芝居に参加していた。

### グッズ類
なわとびだったり、青竹踏みだったり、IMANAS亭のおしぼりだったり、アルバイトスタッフが処分する目的で持ってきたようなB級品だったり、原田が表紙を飾る月刊誌だったりと殆どがこういった物ばかりだったが、時折中京テレビ製作番組のオリジナルTシャツといった掘り出し物が混ざっていることもあった。また、それらの中には番組のオリジナルグッズもいくつか混ざっていた。
番組グッズはハガキ投稿や視聴者参加型コーナーへの参加によって獲得するのが基本だったが、投稿特典の選択は嘉門の裁量に全て委ねられていたため、希望の物が得られるかどうかは運任せだった。そのため、そのうちのいくつかは手元にあるエーネンとの引き換えによって獲得するという手段も用意されていた。
下記リストは、番組のオリジナルグッズとその獲得手段の一覧である。
| グッズ名                   | グッズ名                   | 獲得手段                   | 概要 |
| -------------------------- | -------------------------- | -------------------------- | --- |
| シール類                   | 金曜日の王様宛名シール     | ハガキ投稿 / 代価1エーネン | バリエーションが多岐にわたった番組グッズで、期間限定で配布されていたものも多い。さらに「王様コンニチワシール」には2つのタイプが存在する。      |
| シール類                   | 王様コンニチワシール       | ハガキ投稿 / 代価1エーネン | バリエーションが多岐にわたった番組グッズで、期間限定で配布されていたものも多い。さらに「王様コンニチワシール」には2つのタイプが存在する。      |
| シール類                   | 鯛はエーネンシール         | ハガキ投稿での獲得のみ     | バリエーションが多岐にわたった番組グッズで、期間限定で配布されていたものも多い。さらに「王様コンニチワシール」には2つのタイプが存在する。      |
| シール類                   | 犬のおっさんシール         | ハガキ投稿での獲得のみ     | バリエーションが多岐にわたった番組グッズで、期間限定で配布されていたものも多い。さらに「王様コンニチワシール」には2つのタイプが存在する。      |
| シール類                   | 矢部のチチシール           | ハガキ投稿での獲得のみ     | バリエーションが多岐にわたった番組グッズで、期間限定で配布されていたものも多い。さらに「王様コンニチワシール」には2つのタイプが存在する。      |
| シール類                   | ひねりなさいシール         | ハガキ投稿での獲得のみ     | バリエーションが多岐にわたった番組グッズで、期間限定で配布されていたものも多い。さらに「王様コンニチワシール」には2つのタイプが存在する。      |
| シール類                   | ゆかのあいだシール         | ハガキ投稿での獲得のみ     | バリエーションが多岐にわたった番組グッズで、期間限定で配布されていたものも多い。さらに「王様コンニチワシール」には2つのタイプが存在する。      |
| シール類                   | 原田シール                 | ハガキ投稿での獲得のみ     | バリエーションが多岐にわたった番組グッズで、期間限定で配布されていたものも多い。さらに「王様コンニチワシール」には2つのタイプが存在する。      |
| シール類                   | あらたなるシール           | ハガキ投稿での獲得のみ     | バリエーションが多岐にわたった番組グッズで、期間限定で配布されていたものも多い。さらに「王様コンニチワシール」には2つのタイプが存在する。      |
| エーネン加盟店ブック       | エーネン加盟店ブック       | ハガキ投稿 / 代価1エーネン | FAXサービス「エーネン加盟店MAP」の内容をまとめて小冊子にしたもので、IMANAS亭時代に配布されていた。表紙の色は黄色。                             |
| ブースカバンダナ           | ブースカバンダナ           | ハガキ投稿 / 代価2エーネン | 『ラジオDEごめん』時代のマスコットキャラクター・快獣ブースカが絵柄にあしらわれている。色は黄色。                                               |
| ブースカトランクス         | ブースカトランクス         | ハガキ投稿 / 代価3エーネン | 『ラジオDEごめん』時代のマスコットキャラクター・快獣ブースカが絵柄にあしらわれている。色はピンク。                                             |
| 王様昇進試験模擬テスト問題 | 王様昇進試験模擬テスト問題 | 代価3エーネンでの獲得のみ  | IMANAS亭時代に配布されていた番組グッズ。これとは別に「回答例集」の配布も予定されていたが、こちらは実際に配布されたのかどうかは不明。           |
| ラジごめオリジナルTシャツ  | ラジごめオリジナルTシャツ  | 代価20エーネンでの獲得のみ | 背中部分一面に番組のマスコットキャラクター・王様が大きくプリントされており、正面左胸部分に番組タイトルロゴがプリントされている。色は杢グレー。 |

## 投稿特典以外の配布品
番組は上記グッズ類のほかに、ハガキ投稿をしていない視聴者でも獲得可能な配布品を用意していた。また、FAXでのアクセスでさまざまな番組情報を取り出せるサービスも実施していた。
下記リストは、これらに該当する配布品の一覧である。
| グッズ名                              | 分類        | 概要 |
| ------------------------------------- | ----------- | --- |
| ハムのマークの参考書 基礎編           | 無料配布品  | 番組の内容や投稿システムなどについて詳しく書き記した小冊子。ただし発行時期の関係上、FAXサービスに関する記述は無い。1991年10月18日発行。他に「応用編」と「実力編」の配布も予定されていたが、こちらは実際に配布されたのかどうかは不明。 |
| ハムのマークのピロピロシステム手帳    | 無料配布品  | 市販のシステム手帳にバインド可能な小冊子で、上記「ハムのマークの参考書 基礎編」の改訂版に1993年1月から12月までのカレンダーを追加したような内容になっている。また、こちらにはFAXサービス関連の記述もある。1992年12月1日発行。これも「応用編」の配布が予定されていたが、その前に番組が終わったために実現しなかった。                                                                 |
| ラジごめII金曜日の王様カルタ          | 販売物      | 「○○やと思たら▽▽やった」のコーナーに投稿されたネタをカルタにしたもので、読み札には投稿者のペンネームが記載されている。絵札のイラストは、「Qショットイラストコーナー」で活躍したハガキ職人たちが担当。このカルタは番組が行っていた通信販売のほかに、「中京テレビツアー情報センター アクティス」や「ジャパーナスキーステーション」などの番組グッズ委託販売店で購入することもできた。 |
| 金曜日の王様コンニチワFAX情報サービス | FAXサービス | FAXでのアクセスによってさまざまな番組情報を取り出せるようにしていたサービス。当初の配信メニューは「番組の進行表」「番組の裏情報」「エーネン加盟店MAP」「原田の絵日記」の4種類だったが、「原田の絵日記」は後に「ハムのマークの参考書」に差し替えられた。 |

## スタジオ

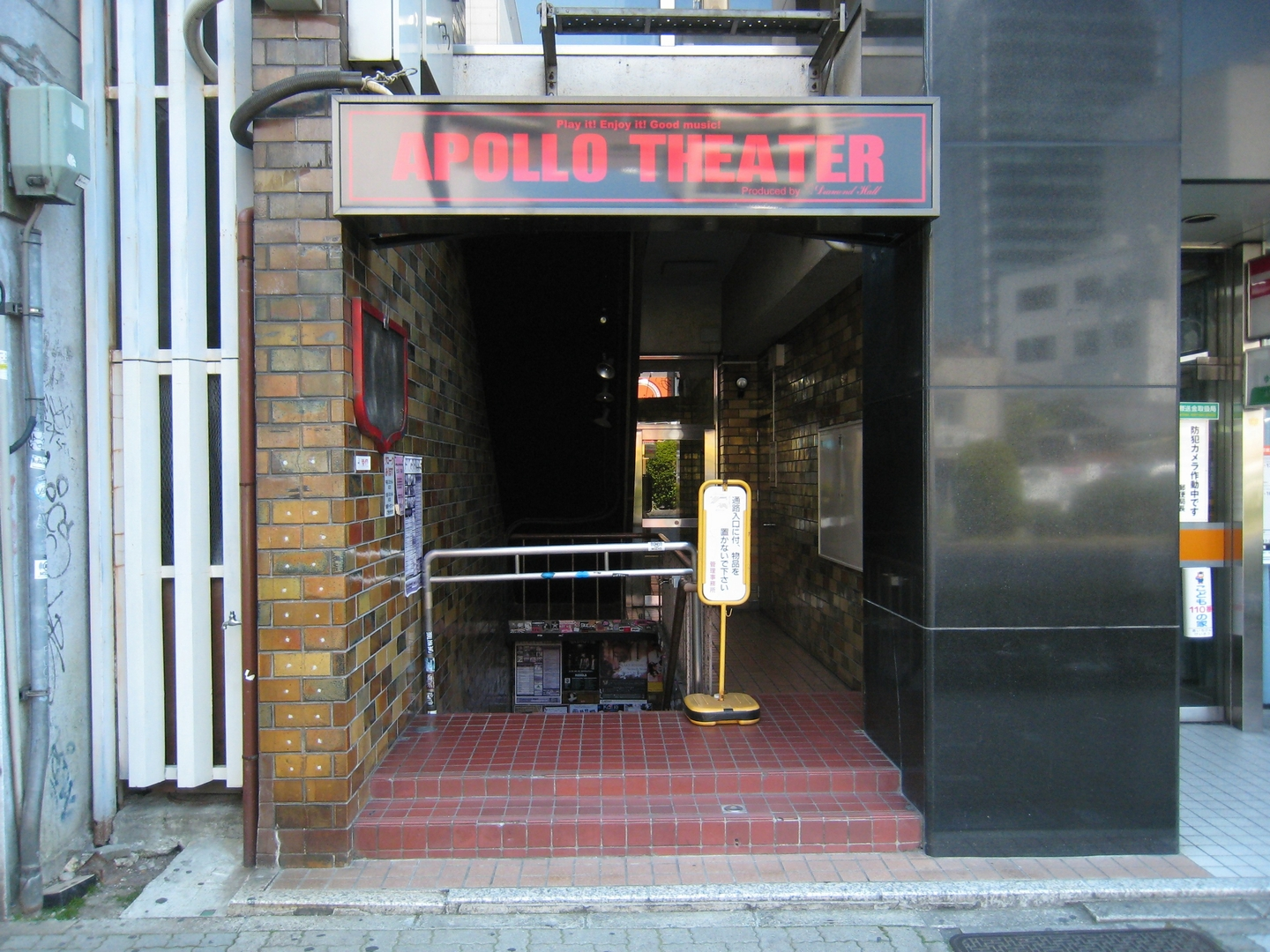
クラブダイアモンドホールがオープンするまで番組の公開生放送が行われていたアポロシアター（後のAPOLLO BASE）

この番組は基本的に営業終了後の飲食店の一角から放送されていたが、実施する企画の内容や店側の都合などにより、平常放送時とは異なる場所から放送されることもあった。1992年4月に「放浪月間 アナタのお家から金曜日の王様大放送」という企画を実施した際には、希望者を募ってその自宅ないしは経営店舗をスタジオに使わせてもらい、ロケ車から機材を持ち込んでそこからいつもの放送を行っていた。

### 平常放送時
- IMANAS亭フレックス店（前番組『ラジオDEごめん』 - 1992年6月13日（12日深夜））
- クラブダイアモンドホール（1992年6月20日（19日深夜） - 1993年3月27日（26日深夜））
- 蝦蟹市場クンポーフレックス店（1993年4月3日（2日深夜） - 次番組『ラジごめIIIホンジャマカ共和国』）

### 企画回放送時
- アクアフォレスト鈴鹿（1991年8月3日（2日深夜））
- もへの寿司（1992年4月11日（10日深夜））
- はむらや（1992年4月18日（17日深夜））
- 中京テレビBスタジオ（1992年12月26日（25日深夜））
- 中京テレビ副調整室（1993年2月27日（26日深夜））

### 公開生放送開催時
- アポロシアター（雲竜フレックスビル東館地下1階、1991年12月28日（27日深夜）ほか）
- クラブダイアモンドホール（雲竜フレックスビル西館5階、1992年6月27日（26日深夜）ほか）
- 蝦蟹市場クンポー岡崎店（1993年6月19日（18日深夜））

## 番組イベント

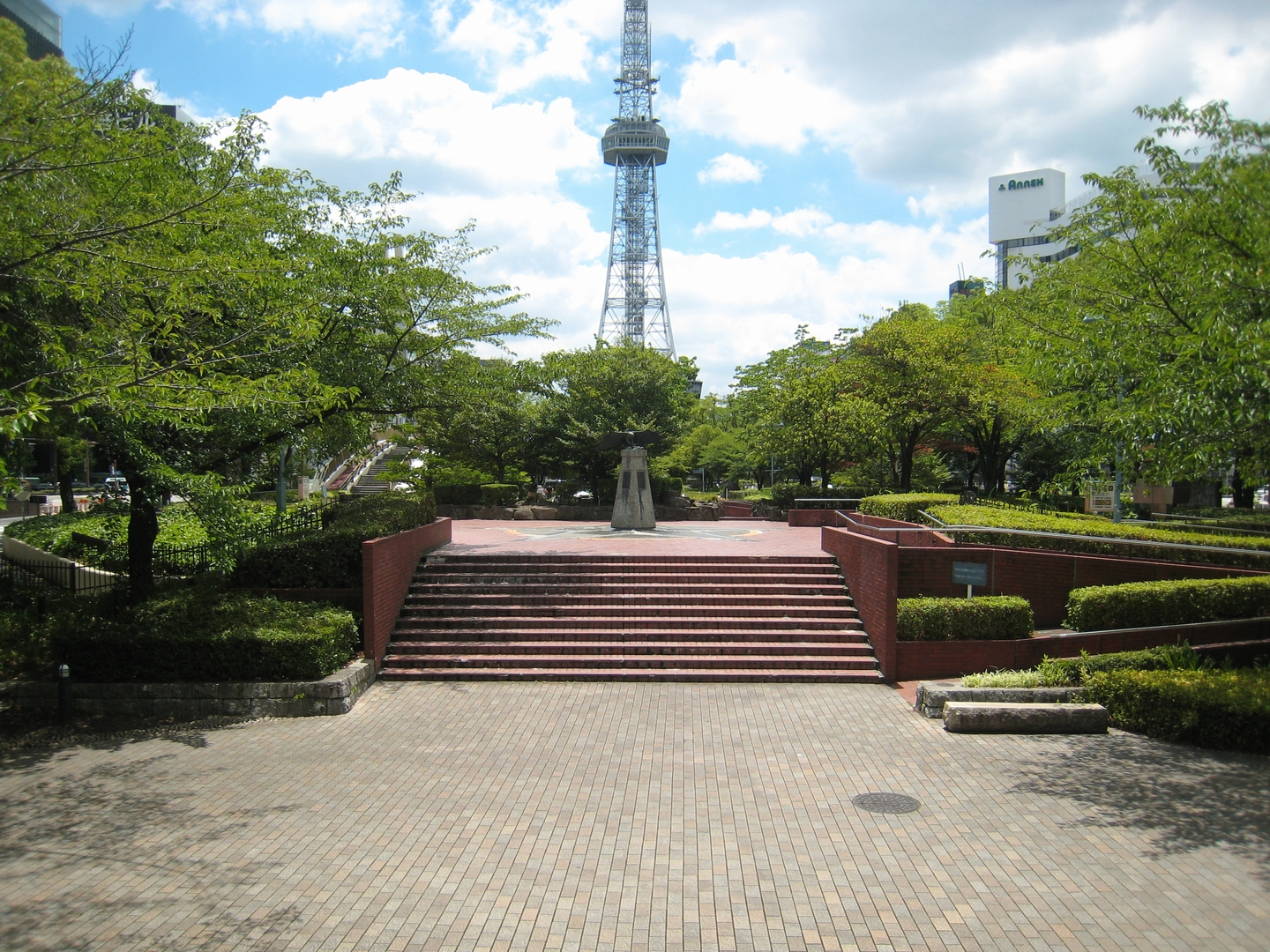
「ラジごめコサックダンサーズオーディション」が行われた久屋大通公園ロサンゼルス広場

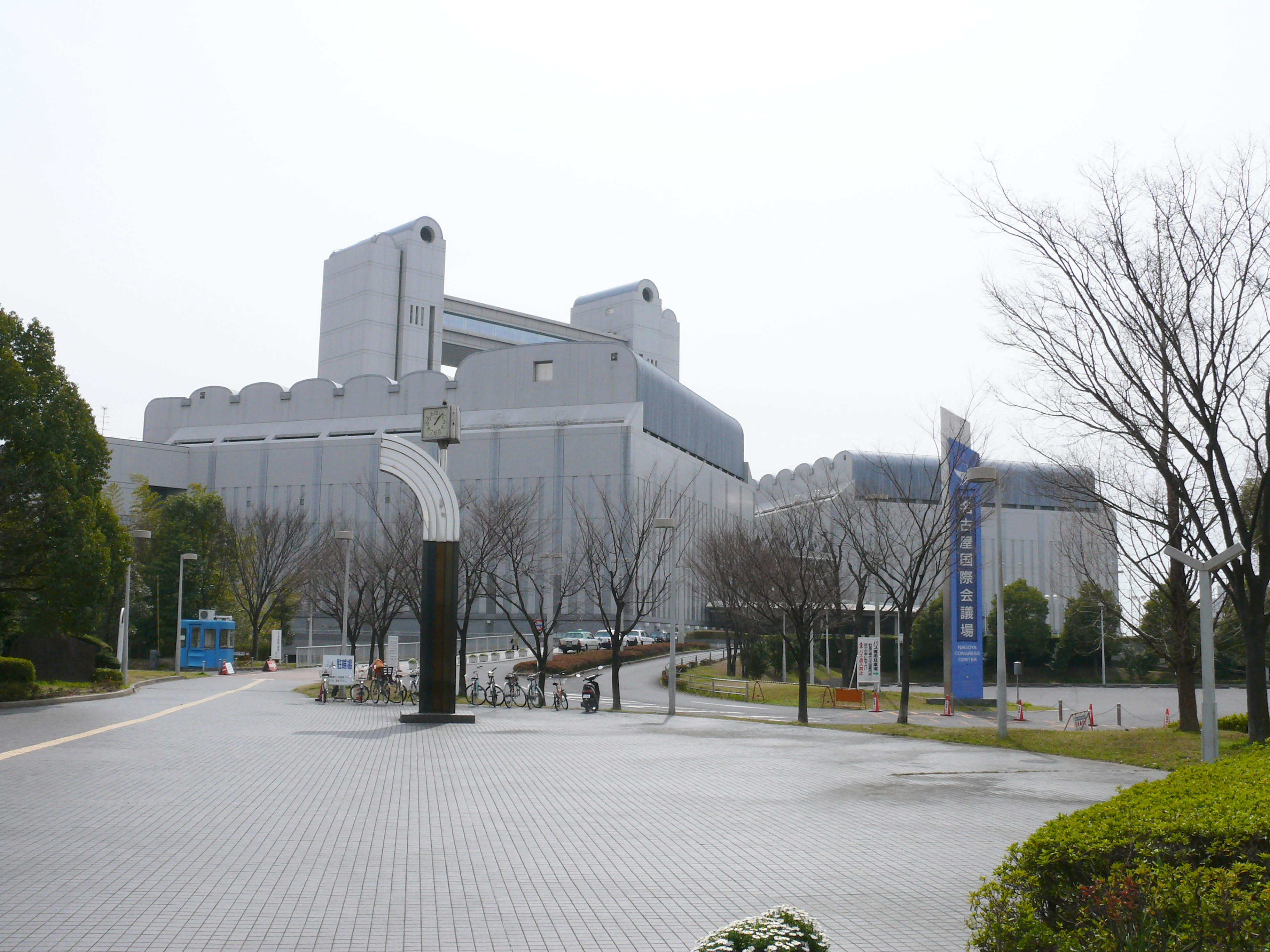
ラジごめコサックダンサーズ出演の「天賦の才能」ライブが行われた名古屋国際会議場

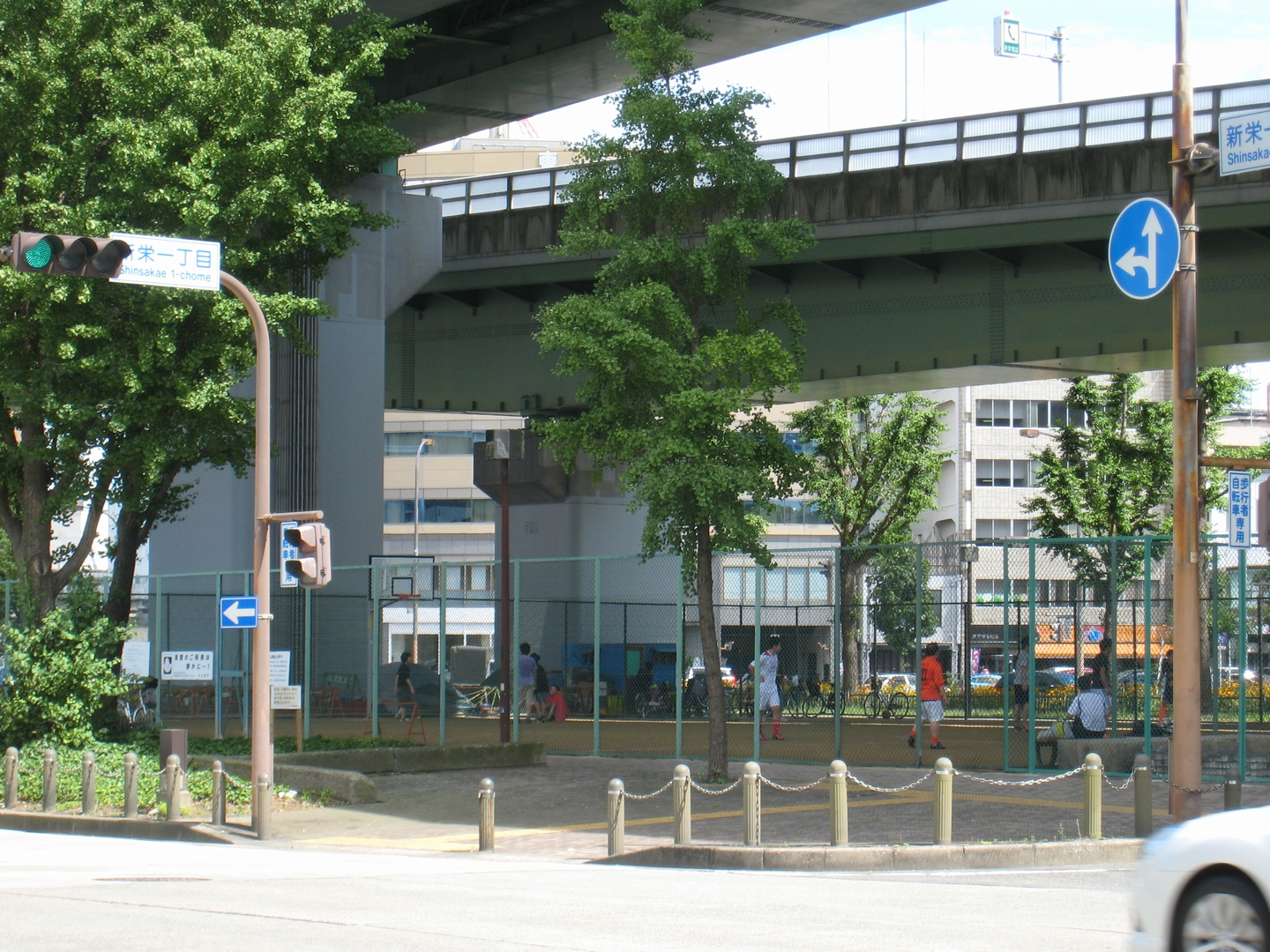
「放送200回記念！冬のBigイベント」が行われた若宮大通公園バスケットコート

この番組は、位の低い投稿者やハガキ投稿をしていない視聴者でも観客として来場可能な公開生放送ライブを随時開催していた。公開生放送の回は平常放送時とは構成が異なり、嘉門の新曲お披露目ライブやゲストとのトーク、その回限りの突発的な企画などを主軸に進行。番組のメインであるハガキのコーナーはその分控えめにされていた。
このほか、名古屋市内各地で関連イベントが催されていた。
- ラジごめII金曜日の王様 公開生放送
  - 開催日時：随時不定期に実施
  - 開催会場：前節参照
  - 参加資格：座布団とゴミ袋を持って集合、自分で来て自分で帰れる18歳以上の方（説明フリップの原文まま）
- 中京テレビイベント 冬はスキーでバッチグー！
  - 開催日時：1991年12月14日、12月15日
  - 開催会場：笹島操車場跡地内のジャパーナスキーステーション前集合 → Hakuba47
  - 司会進行：圭修、山中すみか、名古屋セントラルファッション所属の女性モデル10人
  - 前年度の司会進行：嘉門達夫、原田さとみ
- ラジごめコサックダンサーズオーディション&原田のゴーグル爆破イベント
  - 開催日時：1992年2月8日
  - 開催会場：久屋大通公園ロサンゼルス広場
  - 参加特典：オーディション合格者は、同年3月29日に名古屋国際会議場センチュリーホールで行われた嘉門の「天賦の才能」ライブにバックダンサーとして出演
  - 司会進行：嘉門達夫、原田さとみ、すずまさ
- 放送200回記念！冬のBigイベント
  - 開催日時：1992年12月19日
  - 開催会場：若宮大通公園バスケットコート（名古屋高速2号東山線高架下、千早交差点付近）
  - 内容：トヨタ3on3バスケット名古屋地区大会に向けて番組チームのメンバー選出、ピロピロシステム手帳の無料配布、韓国旅行を賭けてコックスの天野社長とのジャンケン大会
  - 司会進行：原田さとみ、大藤晋司
- 名鉄新名古屋駅前お天気カメラ大賞
  - 開催日時：1993年2月27日（26日深夜）
  - 開催会場：名鉄新名古屋駅前（名鉄百貨店本店本館前）
  - 内容：番組の放送中、参加者たちが集合場所で行うパフォーマンスを大名古屋ビルヂングに設置されていた中京テレビのお天気カメラを通じて中継
  - 参加特典：見事パフォーマンストップ賞に輝いた参加者には、いかにもアジア産っぽいデザインのラジカセをプレゼント

## テーマ曲

### オープニングテーマ
- ミーチャン Going to the Hoikuen （スペクトラム） - 曲のイントロと後半部分を使用。ミニ番組『王様のお告げ』および番組中盤で一旦入る提供クレジットのBGMとしても使われていた。

### オープニングトークBGM
- Gonna Catch You （ロニー・ゴードン、1992年1月 - 1992年3月）
- 鼻から牛乳（嘉門達夫、1992年5月）
- Breaking through the Ice （TASHA、1992年7月 - 1992年10月） - コンピレーションアルバム『THAT'S EUROBEAT THE COMPLETE WORKS V』に収録されているバージョンを使用。
- Do Not Pass Me By （M.C.ハマー、1992年11月）
- GO!GO!スクールメイツ（嘉門達夫、1993年6月）
- ほか多数

### コーナージングル・コーナーBGM
- アホが見るブタのケツ（嘉門達夫、「2003年21世紀へのメッセージ」→「2004年宇宙へのメッセージ」→「2005年宇宙へのメッセージ」のコーナー）
- 鼻から牛乳（嘉門達夫、「鼻から牛乳」のコーナー）
- MAMBO No.5 （高中正義、「幸せマンボ」のコーナー）
- その日は朝から夜だった（嘉門達夫、「文系・理系・体育会系」のコーナー） - 歌が入っていないカラオケバージョンを使用。
- レイダース・マーチ（ジョン・ウィリアムズ、「隠された秘宝 チョモランマ最後の聖戦」のコーナー）
- サーフ天国、スキー天国（松任谷由実、「チキチキスキー猛レース」のコーナー、「スキーDE川柳」のコーナー）
- 運命（ルートヴィヒ・ヴァン・ベートーヴェン、「ジャンジャン唄で思い出す」のコーナー）
- 哀歌〜エレジー〜（嘉門達夫、「哀歌（エレジー）」のコーナー）
- 私の約束（鈴木彩子、「私の約束」のコーナー）
- 太陽にほえろ! メインテーマ（大野克夫、「刑事」のコーナー）
- バトル野郎〜100万人の兄貴〜（筋肉少女帯、「STREET HAMSTER II」のコーナー）
- 男はつらいよ（渥美清、「男はつらいよ」のコーナー）
- 婚礼の合唱（リヒャルト・ワーグナー、「商店街の結婚式」のコーナー）
- I Love Your Smile （シャニース、「大阪うまいもんMAP!」のコーナー）
- ほか多数

### エンディングテーマ
- Kokomo （ザ・ビーチ・ボーイズ）

## エピソード
- 嘉門は『ラジオDEごめん』の放送開始以来5年近くにわたってこのラジごめシリーズに出演し続けたが、ごく稀に何らかの理由で欠席することもあった。特にこの『金曜日の王様』の放送期間中は多忙を極めていたこともあり、1991年11月と1992年12月にそれぞれ1回ずつ欠席している。なお1992年12月の欠席は、所属事務所の社長・新田一郎が番組の放送日当日に青森県での仕事を入れてしまったことによるものである。
- 原田の誤読で有名なものに「ゆかのあいだ」があるが、これは彼女が視聴者から寄せられた「嘉門さんのサインを床の間に飾っている」という一文を「ゆかのあいだ」と読んでしまったことに由来する。この誤読を耳にした嘉門は即座にツッコミを入れ、さらに調子に乗って「ゆかのあいだの歌」なる曲を即興で作って歌い始めた。挙句にスタッフもこれに乗じて「ゆかのあいだシール」を制作するなど、原田のこの誤読は後々までネタにされ続けることになった。2012年11月3日（2日深夜）に中京テレビで放送されたラジごめの復活特番『嘉門達夫の番宣deごめん』第2回においては、嘉門本人と原田本人による「ゆかのあいだ」誤読の再現ネタが行われた。
- 1992年3月28日（27日深夜）放送分では、当時嘉門と婚約していた一般女性がゲスト出演し、番組を通じて視聴者に紹介された。
- 1992年5月に、湖池屋のスナック菓子・ポリンキーのCMソングを投稿者に好きなようにアレンジさせる「ポリンキーのコーナー」を実施したことにより、それまでこの番組の放送時間中に流れることが無かった湖池屋のCMがほぼ毎週流れるようになった。
- 嘉門はこの番組で、関西では高い知名度を誇るが名古屋ではほとんど知られていない漫才師たちをゲストに呼び、彼らの名前を名古屋にも広める企画を実施した。この企画で嘉門は、「おーまーえーはーアーホーかー」の横山ホットブラザーズとオカマ兄弟漫才の酒井くにお・とおるを呼ぶことに成功した（ホットブラザーズは1992年6月27日（26日深夜）の公開生放送に、くにお・とおるは同年8月29日（28日深夜）の平常放送に出演）。このほか、「ちょっと待ってね」のはな寛太・いま寛大やホラ吹き漫才の横山たかし・ひろしも候補に挙がっていたが、この2組については番組に呼べなかった模様。
- この番組の「Qショットイラストコーナー」に、当時地元の現役女子高生だった漫画家・桜木さゆみがイラストを投稿していたことがある。他にも、集英社の少女向け漫画雑誌『ザ マーガレット』で読み切り連作を執筆していたさくらゆみという漫画家がイラストを投稿していた。